# Хенриксен, Эйвинн
Эйвинн Престегор Хенриксен (норв. Eivind Prestegård Henriksen; род. 14 сентября 1990, Осло) — норвежский легкоатлет, специалист по метанию молота. Выступает за сборную Норвегии по лёгкой атлетике с 2007 года, серебряный призёр летних Олимпийских игр в Токио, многократный победитель первенств национального значения, действующий рекордсмен страны.

## Биография

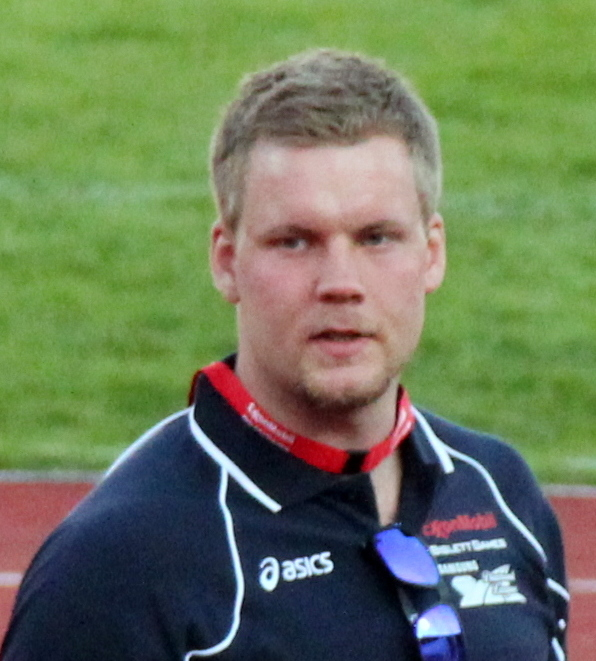
2012 год

Эйвинн Хенриксен родился 14 сентября 1990 года в Осло, Норвегия.
Впервые заявил о себе в лёгкой атлетике на международном уровне в сезоне 2007 года, когда вошёл в состав норвежской национальной сборной и выступил на юношеском мировом первенстве в Остраве, где в зачёте метания молота стал девятым. Также в этом сезоне метал молот на юниорском европейском первенстве в Хенгело.
В 2008 году на юниорском мировом первенстве в Быдгоще провалил все три попытки, не показав никакого результата.
На юниорском европейском первенстве 2009 года в Нови-Саде был четвёртым.
В 2010 году принял участие в чемпионате Европы в Барселоне, но в финал здесь не вышел.
В 2011 году выиграл серебряную медаль в молодёжной категории на Кубке Европы по зимним метаниям в Софии, занял 12-е место на молодёжном европейском первенстве в Остраве, отметился выступлением на чемпионате мира в Тэгу.
В 2012 году завоевал золото в молодёжной категории на Кубке Европы по зимним метаниям в Баре, выступил на чемпионате Европы в Хельсинки. Благодаря череде удачных выступлений удостоился права защищать честь страны на летних Олимпийских играх в Лондоне — в программе метания молота на предварительном квалификационном этапе показал результат в 74,62 метра, чего оказалось недостаточно для выхода в финал.
На чемпионате Европы 2014 года в Цюрихе в финал не вышел.
Будучи студентом, в 2015 году представлял Норвегию на Универсиаде в Кванджу, где стал в метании молота шестым.
В 2016 году выступил на чемпионате Европы в Амстердаме.
В 2018 году с национальным рекордом Норвегии 76,86 занял пятое место на чемпионате Европы в Берлине.
В 2019 году показал шестой результат на чемпионате мира в Дохе.
Выполнив олимпийский квалификационный норматив (77,50), благополучно прошёл отбор на Олимпийские игры 2020 года в Токио — на сей раз сумел выйти в финал программы метания молота, после чего значительно улучшил национальный рекорд страны (81,58) и завоевал с этим результатом серебряную медаль, уступив только поляку Войцеху Новицкому.
Летом 2022 года Хенриксен стал бронзовым призёром сначала чемпионата мира в Орегоне (80,87 м), а затем и чемпионата Европы в Мюнхене (79,45 м). При этом в Мюнхене Хенриксен оставил за чертой призёров чемпиона мира 2022 года Павла Файдека (79,15 м).